# Kempten (Allgäu) Hauptbahnhof
Kempten (Allgäu) Hbf – stacja kolejowa w Kempten (Allgäu), w kraju związkowym Bawaria, w Niemczech. Znajdują się tu 3 perony.